# Tom Blomberg
Tomas Lars (Tom) Blomberg (Haarlem, 12 oktober 1954) is een Zweeds-Nederlandse radiomaker. Hij verwierf nationale bekendheid als producer-invaller van  De Avondspits op Hilversum 3 en vanaf 2 december 1985 op vanaf dan Radio 3.

## Loopbaan
Na zijn studie sociologie aan de Rijksuniversiteit Leiden werkte hij vanaf november 1979 voor de NOS als redacteur en producer mee aan de Nationale Hitparade met presentator Felix Meurders en vanaf januari 1980 aan De Avondspits van Frits Spits; deze gaf Blomberg de bijnaam 'De Dikke Blomberg' vanwege Blombergs encyclopedische muziekkennis.
In de nacht van 4 op 5 juli 1980 maakte De Avondspits-producer-invaller Blomberg zijn debuut als presentator van de NOS Nacht op Hilversum 1. Blomberg presenteerde daarna nog meer radioprogramma's, zoals voor de NOS de Nationale Hitparade van woensdag 10 oktober 1984 t/m woensdag 27 november 1985 op Hilversum 3 en Tijd voor Toen en Hitweek bij de KRO vanaf zondag 6 juli 1986 t/m zondag 24 september 1989 op Radio 3. Ook was hij net als Spits een blauwe maandag in 1989 betrokken bij de oprichtingsperikelen van de nooit gerealiseerde zender TV10.
Hij was regelmatig invaller voor Frits Spits bij De Avondspits. Blomberg presenteerde dit zeer goed beluisterde uur meer dan een maand lang, na het vertrek van Spits op 24 februari 1995 bij Radio 3FM, tot op maandag 3 april 1995 Corné Klijn met Kort & Klijn als opvolger van Frits Spits het overnam. Na die periode werkte Blomberg nog een aantal jaren bij de publieke omroep, onder andere voor de productie van popnieuws-items op de nationale publieke popzender Radio 3FM (voor "Kort & Klijn", de "Nationale Top 100", de "Mega Top 50/Mega Top 100"). Dit duurde tot in 2002, toen Blomberg na een conflict met de toenmalige NPS-leiding vertrok bij zowel de NPS als Radio 3FM. 
Van september 2003 tot november 2011 presenteerde Blomberg onder andere voor Omroep Gelderland het programma Weekend retour, met hits uit de jaren zestig en zeventig. Vanwege een verjongingstraject bij deze regionale omroep eindigde de dienstbetrekking van Blomberg. 
Hij opende zijn programma's steevast met zijn eigen zinsnede "Hallikadee hallo!"
Samen met collega-producent Ton van Draanen ontwikkelde hij "Vandaagindemuziek", een website vol feiten over muziek. Zijn stem is vaak te horen in reclamespotjes en als voice-over op National Geographic Channel. Blomberg woont in Hoofddorp.

## Trivia
- Toenmalig 3FM-dj Gerard Ekdom had in zijn inmiddels gestopte radioprogramma Ekdom In De Nacht op vrijdagnacht en in zijn podcast het typetje Blom Tomberg. Het is een typetje dat gebaseerd is op Tom Blomberg, dat iedere week weer 'heet van de naald popnieuws' voorlas.
- Blomberg heeft een dubbele nationaliteit, namelijk de Zweedse en de Nederlandse. Zijn ouders zijn beiden Zweeds. Zijn vader was piloot bij de KLM.
- In 1976 werd Blomberg al in de Nationale Hitparade genoemd, deze keer nog als luisteraar bij de NOS op Hilversum 3, om precies te zijn op zaterdag 12 maart, rond 17:45 uur[3], hier kondigt Felix de plaat The Alternative Way van Anita Meyer af, met deze woorden: '... en ik heb vorige week gevraagd aan welke compositie deze van Hans Vermeulen deed denken, en Tomas Blomberg uit Bennebroek (dag Tomas, laat nog 'ns wat van je horen), heeft geschreven, en die zei "het lijkt op Come Softly To Me van The Fleetwoods" en het heeft inderdaad wat weg van dat akkoordenschema, en ik zelf dacht al dat het eindje iets weg had van Winter Wonderland, dat zou ook kunnen kloppen, want Hans Vermeulen heeft het rondom de kersttijd geschreven.'